# Epigelasma nobilis
Epigelasma nobilis là một loài bướm đêm trong họ Geometridae.